# Lillsjön (Delsbo socken, Hälsingland, 684802-154820)
Lillsjön är en sjö i Hudiksvalls kommun i Hälsingland och ingår i Delångersåns huvudavrinningsområde. Sjön har en area på 0,0862 kvadratkilometer och ligger 120,1 meter över havet.

## Delavrinningsområde
Lillsjön ingår i det delavrinningsområde (684865-154854) som SMHI kallar för Utloppet av Yttre Rimskogssjön. Medelhöjden är 129 meter över havet och ytan är 4,63 kvadratkilometer. Det finns inga avrinningsområden uppströms utan avrinningsområdet är högsta punkten. Vattendraget som avvattnar avrinningsområdet har biflödesordning 2, vilket innebär att vattnet flödar genom totalt 2 vattendrag innan det når havet efter 40 kilometer. Avrinningsområdet består mestadels av skog (81 procent). Avrinningsområdet har 0,36 kvadratkilometer vattenytor vilket ger det en sjöprocent på 7,7 procent.